# 宜芳县
宜芳县，中国旧县名。
隋朝时为岚城县。唐朝武德四年（621年），改为宜芳县，属东会州。同年分置丰润县和合会县，治所在今岚县岚城镇北。武德五年（622年），丰润县并入。六年（623年），改属岚州。同年（或九年），合会县并入。长安三年（703年），分置岚谷县，有岢岚军。北宋、金朝时仍属岚州。何时被废不详。